# نت‌نویسی ای‌بی‌سی
نت‌نویسی ای‌بی‌سی (انگلیسی: ABC notation) گونه‌ای از نت‌نویسی موسیقی خلاصه‌شده‌است که از حروف انگلیسی و کاراکترها استفاده می‌کند. هدف اصلی این نت‌نویسی، آسان بودن برای توسعه نرم‌افزارهاست. اولین نسخه آن بدست Chris Walshaw در دهه ۱۹۸۰ برای نت‌نویسی موسیقی‌های سنتی ایرلندی به‌کار رفت و سپس به مرور زمان کامل‌تر شد.
تمامی کاراکترهای به کاررفته در آن از کدهای اسکی استفاده می‌کنند تا با هر صفحه‌کلیدی قابل نوشتن باشند. امروزه نرم‌افزارها و کتابخانه‌های بسیاری از این نوع نت‌نویسی پشتیبانی می‌کنند و قابلیت تبدیل آن به فایل Midi و برعکس را دارند.

## Example
در زیر، مثالی از این نت‌نویسی آمده. خطوط اولیه که در آنها از: استفاده شده، سربرگ نت موسیقی هستند و اطلاعاتی شامل کلید نت، زمان‌بندی آن، نام نت، سازنده آهنگ و غیره را می‌توان در آن مشخص کرد. خطوط بعدی در برگیرنده خود نت‌ها هستند و | نشانگر خط میزان‌هاست.
```
X
:
1

T
:
 
هه‌روایه

C
:
 
فولکلور

M
:
2
/
4

L
:
1
/
8

R
:
jig

z
 
G
/
2
G
/
2
 
GG
 
|
 
G3
/
2
-
A
/
2
 
(
G
/
2
F
/
2
F
)
 
|
 
G
 
A
 
B
/
2
-
A
/
2
A
/
2
-
G
/
2
 
|
 
G3
/
2
-
A
/
2
 
(
G
/
2
F
/
2
F
)
 
:|

|:
z
 
G
/
2
A
/
2
 
B
/
2
-
A
/
2
A
/
2
-
G
/
2
 
|
 
G3
/
2
A
/
2
 
G
/
2
-
F
/
2
F
/
2
-
E
/
2
 
|
 
FG
 
A
/
2
-
G
/
2
G
/
2
-
F
/
2
 
|
1
 
F3
/
2
-
G
/
2
 
F
/
2
-
E
/
2
G
 
|
2
 
F3
/
2
-
G
/
2
 
(
F
/
2
E
/
2
E
)
 
:|

|:
z
 
c
/
2
c
/
2
 
cc
 
|
 
c2
 
(
B
/
2
A
/
2
A
)
 
|
 
Bc
 
d
/
2
-
c
/
2
c
/
2
-
B
/
2
 
|
 
B3
/
2
-
c
/
2
 
B
/
2
-
A
/
2
G
 
:|
 
|:
 
z
 
G
/
2
A
/
2
 
B
/
2
-
A
/
2
A
/
2
-
G
/
2
 
|
 
G3
/
2
A
/
2
 
G
/
2
-
F
/
2
F
/
2
-
E
/
2
|

FG
 
A
/
2
-
G
/
2
G
/
2
-
F
/
2
 
|
1
 
F3
/
2
-
G
/
2
 
F
/
2
-
E
/
2
G
 
|
2
 
F3
/
2
-
G
/
2
 
(
F
/
2
E
/
2
E
)
 
:|
 
|
]

```

نتیجه نهایی در نرم‌افزارهای چاپ این نت‌نویسی، به‌صورت تصویر زیر است.